# رينيه بوتشي
رينيه بوتشي (بالفرنسية: René Bocchi)‏ (3 أبريل 1957 في نيس) لاعب كرة قدم فرنسي معتزل كان يجيد اللعب في خط الوسط . انضم إلى أندية نيس ، ليل ، ليون ، واختتم مسيرته الرياضية كلاعب في نادي باستيا .
شارك بوتشي في صفوف منتخبات فرنسا المدرسي ، للشباب تحت 21 سنة ، والعسكري ولكنه لم يستطع أن يثبت جدارته مع منتخب الكبار بسبب تألق الرباعي الذهبي في حقبة الثمانينات وهم ميشيل بلاتيني ، ألاين غيريسي ، جان تيغانا ، وبيرنارد جينغيني وأيضا بسبب كثرة تعرضه للإصابة .

## وصلات خارجية
- رينيه بوتشي على موقع قاعدة بيانات كرة القدم.إي يو (الإنجليزية)